# Miguel Ruiz Montañez
Miguel Ruiz Montañez (* 1962 in Málaga, Andalusien) ist ein spanischer Ingenieur und Schriftsteller. 

## Leben
Nach Absolvierung seiner Schulzeit studierte Montañez Ingenieur- und Wirtschaftswissenschaften und konnte dieses Studium erfolgreich mit dem Titel eines Ingenieurs abschließen. Nach einigen kleineren Projekten nahm Montañez 1996 einen Ruf an die Universität von Santo Domingo (Dominikanische Republik) an. 
Dort entstanden mit den Jahren parallel zu seinen beruflichen Veröffentlichungen auch seine Romane.

## Werke (Auswahl)
- Das Kolumbus-Mysterium. Thriller („La tumba de Cólon“. Ediciones B, Barcelona 2006). Lübbe, Bergisch Gladbach 2008, ISBN 978-3-8289-9338-9.
- El papa mago. Novela. Editorial Martínez Roca, Barcelona 2008, ISBN 978-84-270-3471-6.